# Georg Bossong
Georg Bossong (* 28. Mai 1948 in Kirchheimbolanden) ist ein deutscher Romanist und Sprachwissenschaftler.
Georg Bossong legte das Abitur 1967 ab. Er studierte von 1967 bis 1968 an der Universität Mainz Germanistik und Romanistik, von 1969 bis 1971 an der Universität Tübingen Germanistik, Romanistik, Allgemeine und Vergleichende Sprachwissenschaft, Arabisch und Persisch und von 1971 bis 1975 in Heidelberg (Germanistik, Romanistik, Allgemeine und Vergleichende Sprachwissenschaft, Islamwissenschaft, Sinologie und Indologie). 1973 legte er in Heidelberg das Staatsexamen ab und promovierte dort 1976. Seine Habilitation erfolgte 1977 in Heidelberg und die doppelte venia legendi für Romanische Philologie und Allgemeine Sprachwissenschaft.
Von 1975 bis 1981 lebte Bossong in Paris. Dort studierte er kaukasische und amerindische Sprachen am Institut national des langues et civilisations orientales sowie Allgemeine Sprachwissenschaft und Iranistik an der École pratique des hautes études. Von 1977 bis 1981 lehrte er als Privatdozent an der Universität Heidelberg. An den Universitäten München (1981–1989) und Mannheim (1989–1994) lehrte er als Professor für Romanistik. Von 1994 bis zu seiner Emeritierung 2013 lehrte Bossong als Nachfolger von Gerold Hilty als ordentlicher Professor für Romanistik an der Universität Zürich.
Zu seinen Forschungsschwerpunkten gehören die Sprachtypologie und Universalienforschung, die semitisch-romanischen Sprach- und Kulturkontakte auf der Iberischen Halbinsel, die Geschichte der Sprachwissenschaft, Sprachpolitik und Soziolinguistik, die Rekonstruktion prähistorischer Sprachkontakte, besonders Baskisch-Iberoromanisch, die Sprache und Literatur, insbesondere die Lyrik.

## Schriften (Auswahl)
Monografien
- Das maurische Spanien. Geschichte und Kultur. 3., durchgesehene Auflage. Beck, München 2016, ISBN 978-3-406-55488-9 (Erstauflage 2007).
- Die Sepharden. Geschichte und Kultur der spanischen Juden. Beck, München 2008, ISBN 978-3-406-56238-9.
- Die romanischen Sprachen. Eine vergleichende Einführung. Buske, Hamburg 2008, ISBN 978-3-87548-518-9.
- Sprachwissenschaft und Sprachphilosophie in der Romania. Von den Anfängen bis August Wilhelm Schlegel (Tübinger Beiträge zur Linguistik; Bd. 339). Narr, Tübingen 1990, ISBN 3-8233-4190-1.
- Probleme der Übersetzung wissenschaftlicher Werke aus dem Arabischen in das Altspanische zur Zeit Alfons des Weisen (Beihefte zur Zeitschrift für romanische Philologie; Bd. 169). Niemeyer, Tübingen 1979, ISBN 3-484-52075-2 (zugl. Habilitationsschrift).

Herausgeberschaften
- Los canones de Albateni (Beihefte der Zeitschrift für romanische Philologie; Bd. 165). Niemeyer, Tübingen 1978.
- Westeuropäische Regionen und ihre Identität. Beiträge aus interdisziplinärer Sicht (Mannheimer historische Forschungen; Bd. 4). Palatium-Verlag, Mannheim 1994, ISBN 3-920671-10-4.

Übersetzungen
- Das Wunder von al-Andalus. Die schönsten Gedichte aus dem maurischen Spanien (Neue orientalische Bibliothek). Beck, München 2005, ISBN 3-406-52906-2.